# It Only Happens Every Time
It Only Happens Every Time — студийный альбом шведской певицы Моники Сеттерлунд, записанный при участии американского оркестра под управлением трубача Теда Джонса и ударника Мела Льюиса. Пластинка была записана в течение четырёх дней с 20 по 23 августа 1977 года в Хельсинки и Стокгольме и была выпущена 4 января 1978 года на лейбле EMI в Европе и Inner City Records в США.
К сотрудничеству в создании альбома были приглашены американский баритон-саксофонист Пеппер Адамс, саксофонист и флейтист Джерри Доджион и бас-гитарист Руфус Рид. Альбом продюсировал Гуннар Линдквист, а за его сведение отвечал Гуннар Леоф.

## Отзывы критиков
| Оценки критиков | Оценки критиков |
| Источник        | Оценка          |
| --------------- | --------------- |
| AllMusic        | [ 4 ]           |

Кен Драйден из AllMusic написал: «Её фразировка точна, но вокальный стиль не всегда хорошо сочетается с биг-бэндом. Песня Джонса „It Only Happens Every Time“ выходит недостаточно отрепетированной, как будто аранжировки всё ещё находятся в состоянии постоянного изменения, аналогичная проблема возникает во время „The Second Time Around“. Лучше всего звучит зажигательная обработка „Long Daddy Green“ и трогательная баллада „He Was Too Good To Me“. К сожалению, ни один из солистов-инструменталистов не указан, хотя Пеппер Адамс блистает на баритон-саксофоне в двух композициях покойного Ларса Гуллина, одного из лучших игроков Европы на этом инструменте; это также была последняя запись Адамса с группой. В целом, это хорошая, хотя и вряд ли существенная пластинка».

## Список композиций
1. «It Only Happens Every Time» (Тед Джонс) — 5:13
2. «Long Daddy Green» (Блоссом Дири, Дейв Фришберг) — 3:38
3. «Silhouette» (Ларс Гуллин) — 4:37
4. «He Was Too Good To Me» (Ричард Роджерс, Лоренц Харт) — 5:06
5. «The Groove Merchant» (Джером Ричардсон) — 4:07
6. «Love To One Is One To Love» (Тед Джонс) — 4:14
7. «Happy Again» (Ларс Гуллин) — 4:16
8. «The Second Time Around» (Джимми Ван Хьюзен, Сэмми Кан) — 5:39

## Участники записи
- Альт-саксофон, сопрано-саксофон, флейта, кларнет — Эдди Сикес, Джерри Доджион
- Баритон-саксофон — Пеппер Адамс
- Бас-гитара — Руфус Рид
- Бас-тромбон — Эрл Макинтайр
- Ударные — Мел Льюис
- Инженер — Берндт Берндтсон (2, 3, 7), Гарольд Бургон (1, 4, 5, 6, 8)
- Флюгельгорн, лидер — Тед Джонс
- Сведение — Гуннар Леоф
- Фортепиано — Гарольд Данко
- Продюсер — Гуннар Линдквист
- Тенор-саксофон, флейта, кларнет — Дик Оутс, Рич Перри
- Тромбон — Билли Кэмпбелл, Клиффорд Адамс, Джон Моска
- Труба, флюгельгорн — Эрл Гарднер, Фрэнк Гордон, Джефф Дэвис, Ларри Мозес